# Lord-lieutenant de Sutherland
Le Lord Lieutenant de Sutherland est le représentant personnel du monarque Britannique dans une area définie depuis 1975 comme étant constituée du district de Sutherland, en Écosse. Cette définition a été renouvelée par Lord-Lieutenants (Scotland) Order 1996.Auparavant, la région de la lieutenance était le comté de Sutherland, qui a été supprimé en tant que area du gouvernement local par la Local Government (Scotland) Act 1973. Le district a été créé en vertu de l'acte de 1973 comme un district de la région des Highland à deux niveaux et a été aboli comme une area d'administration locale dans le cadre du Local Government (Scotland) Act 1994, qui a transformé la région des Highlands en une région unitaire council area.

## Liste des Lord Lieutenants de Sutherland
- George Leveson-Gower, 2e marquis de Stafford 17 mars 1794 – 1830
- George Sutherland-Leveson-Gower, 2e duc de Sutherland 31 juillet 1830 – 28 février 1861
- George Sutherland-Leveson-Gower, 3e duc de Sutherland 30 avril 1861 – 22 septembre 1892
- Cromartie Sutherland-Leveson-Gower, 4e duc de Sutherland 5 novembre 1892 – 27 juin 1913
- George Sutherland-Leveson-Gower, 5e duc de Sutherland 9 septembre 1913 – 29 novembre 1944
- Brig-Gen. George Camborne Beauclerk Paynter 6 mars 1945 – 15 août 1950[2]
- Brig. George Streynsham Rawstorne 17 novembre 1950 – 15 juillet 1962[3]
- James Thompson, Lord Migdale 22 novembre 1962 – 1972[4]
- Sir Allan Macdonald Gilmour 8 octobre 1972 – 1991[5]
- Major-General David Houston 27 janvier 1992 – 2005
- Dr Monica Main 20 août 2005 – présent[6]